# Resonance
Resonance – wydany w 2001 roku pierwszy album kompilacyjny zespołu Anathema. Zawiera wybrane, głównie łagodniejsze w warstwie muzycznej utwory z wcześniejszych płyt zespołu, jak również niepublikowany wcześniej materiał. Druga część - Resonance Vol. 2 - ukazała się w 2002 roku.

## Lista utworów
1. "Scars of the Old Stream" – 1:10
2. "Everwake" – 2:39
3. "J'ai fait une Promesse" – 2:39
4. "Alone" – 4:29
5. "Far Away (acoustic)" – 5:22
6. "Eternity (part 2)" – 3:11
7. "Eternity (part 3) (acoustic)" – 5:08
8. "Better Off Dead" – 4:22
9. "One of the Few" – 1:50
10. "Inner Silence" – 3:09
11. "Goodbye Cruel World" – 1:41
12. "Destiny" – 2:14
13. "The Silent Enigma (orchestral)" – 4:14
14. "Angelica (live Budapest 1997)" – 6:58
15. "Horses" – 1:13